# Glenfinnanviadukten
Glenfinnanviadukten er en jernbaneviadukt på West Highland Line i Glenfinnan, Skotland. Den blev opført 1897-1901, og ligger ved den ene ende af søen Loch Shiel i den vestlige del af det skotske højland. Fra viadukten er der udsigt over Loch Shiel og Glenfinnan Monument på kanten af søen.
Viadukten er enkeltsporet og består af 21 buer, som hver spænder over 15 meter. Viadukten er bygget af beton.
Siden 1984 har damptoget The Jacobite kørt på strækningen som turistattraktion.
Viadukten har været brugt i en række film og tv-serier heriblandt Ring of Bright Water, Charlotte Gray, Monarch of the Glen, Stone of Destiny, The Crown og Harry Potter-filmene.
Desuden har den været motiv på en skotsk £10-seddel, der blev udsendt i 2007 af Bank of Scotland.